# حصن بن نوبان (حريضة)

تعديل مصدري - تعديل

حصن بن نوبان هي إحدى قرى عزلة حريضة بمديرية حريضة التابعة لمحافظة حضرموت، بلغ تعداد سكانها 25 نسمة حسب تعداد اليمن لعام 2004.